# Abraham Xalom
Abraham Xalom (Barcelona, 1430-1492) va ser un cabalista jueu, filòsof i jurista que feu de metge a Tàrrega. Va escriure una obra dogmàtica anomenada Něwé Šalom (estances de pau) en la qual segueix les passes de Maimònides barrejades amb les de Hasdai Cresques i Gersònides. Va traduir a l'hebreu la Philisophia pauperum suposadament d'Albert Magne, i un comentari sobre l'Organon d'Aristòtil.